# 渔人村高中 (安大略省)
渔人村高中（英語：Unionville High School）是加拿大安大略省约克区教育局的一所公立高中。学校位于万锦市渔人村社区的西部，紧邻万锦市市政中心和万锦市剧院。
渔人村高中最着名的是其丰富的艺术项目，Arts Unionville（前身为Arts York）。 这所学校是专门为容纳这一区域艺术项目而建的，因此它有加强的艺术设施。 Arts Unionville分为4个类别：视觉艺术、音乐、舞蹈和戏剧。 为了进入该课程，八至九年级的学生需要试镜。

## 历史
在20世纪70年代中期，学监斯蒂芬·巴克萨姆西（Stephen Bacsalmsi）提出了为该地区开设高级艺术课程的想法。 安大略省政府接受了这个想法，但需要等待一所新的高中建成。 当渔人村高中正在建设时，政府认为这是启动该计划的绝佳机会。 这所学校于1985年建成并向公众开放，学校的西翼于2002年春季建成。
渔人村高中还在2002年成为美国以外第一所参加苹果数字校园课程（ADCC）的学校。
2005年，历史和技术部门的教师Sheila Hetherington和Jerry Berridge获得了总督颁发的加拿大历史教学卓越奖。2006年，这两位教师后来还获得了总理颁发的卓越教学奖。在2007-08学年，Donna McAdam当是总理卓越教学奖的获奖者。本课程期间创作的两部纪录片《当我们年轻的时候》和《我们永远不会忘记》达到了广播标准，并在TVO播出。

## 设施
渔人村高中的设施包括视觉艺术室、通讯/媒体实验室、建筑实验室、设计和技术实验室、舞蹈室、音乐室、音乐练习室、戏剧室、黑箱剧场、家庭研究实验室、摄影黑房、科学实验室、资源中心、教室、指导办公室、两个体育馆、两个室外场地、一个室外跑道、举重室、洗手间和淋浴设施、带微波炉和自动售货机的学生餐厅、学生会办公室、年鉴办公室、学生停车设施、员工餐厅以及员工工作间。
学校大约有300台电脑，分布在9个计算机实验室。值得注意的是，其中两个计算机实验室采用苹果计算机，作为苹果数字校园的一部分。
虽然学校以及万锦剧院是两个独立的房产，但是通过一条隧道连接起来的。 剧院偶尔会举办学校集会，以及Arts Unionville课程的表演。

## 课程

### Arts Unionville课程
Arts Unionville，前身为Arts York，是一个为期四年的课程。该课程可以与学术课程同时学习。 此高中招收来自大多伦多地区各地的学生。 2010年，由于学校董事会的变化，Arts York被迫将他们的项目名称改为Arts Unionville，并且只招收万锦地区的学生，钢琴和弦乐除外。 2012级是艺术约克的最后一年。然而，在2009-10学年，该项目被重新命名为 "Arts Unionville"，此后不久，约克区教育局取消了对校车的资助，导致参加该项目远途学生失去了通勤方式。 因此，学生们被迫退出该项目。 这一决定遭到了许多家长和学生的抗议，在咨询了被聘请的律师后，他们选择在庭外和解，恢复了2008-2009学年剩余时间的校车运输资金。 居住在非渔人村周边地区的学生被指定在他们自己的地区就读艺术学校。因此，这个项目的人才储备已经明显减少了。

#### 音乐
音乐部门是渔人村高中Arts Unionville课程中最大的部门。 有四个音乐教室位于学校的东翼，与直接通往马卡姆剧院的地下通道相邻。由于其特殊的位置，在教职员工和学生中经常有人说，音乐系就在它自己的东翼。
艺术联合维尔音乐节目分为六类：钢琴，木管，弦乐，声乐，铜管和打击乐。

#### 视觉艺术
视觉艺术课程为个人的创造性和想象力的成长以及技术技能的发展提供了机会。 在这个课程中，学生们被介绍到绘画和绘画的传统和实验的观点。他们还将专门从事雕塑，摄影，数码，版画（蚀刻和丝网印刷）和视频。 学生还将学习艺术史，并将学习批判性地分析自己的作品，使学生能够发现个人的优势和方向。 为了培养对视觉艺术感兴趣的有才华的学生的才能，所有四年都提供课程。

### 约克区教育局国际语言课程
约克区教育局国际语言课程在渔人村高中为幼儿园到8年级学生开设普通话粤语、希腊语和日语课程。

## 知名校友
- 拉尼·比拉德，演员[20]
- 史蒂夫·拜尔斯，演员[21]
- 詹姆斯·凯德，演员
- 克里斯蒂娜·考克斯，演员[22]
- 伊曼纽尔·克里基，演员[23]
- 海登·克里斯滕森，演员[24]
- 查德·多内拉，演员[25]
- 贾斯汀·海因斯[26]
- 科迪·霍奇森，冰球运动员[27]
- 亚历山大·莱索夫，加拿大重剑击剑手[28]
- 马修·奈特，演员
- 英杰瓦·蒙吉略，演员[29]
- 康纳·普莱斯，演员
- 伊曼纽尔·桑德胡，花样滑冰运动员和舞者
- 内森·斯蒂芬森，演员
- 伊曼·韦拉尼，演员
- 莎拉·威尔斯，跨栏运动员[30]
- 伊利·亨利，演员
- 希文·齐利斯，风险投资家和工程师
- 康子妮，香港演员及歌手